# Margaret Benson
Pour les articles homonymes, voir Benson.
Margaret Benson, née le 16 juin 1865 à Crowthorne, dans le Berkshire et morte le 13 mai 1916 à Wimbledon (Londres), est une égyptologue et philosophe britannique.

## Biographie
Elle est l'une des six enfants d'Edward White Benson, évêque anglican de Truro qui devient plus tard archevêque de Cantorbéry, et de Mary née Sidgwick (1841–1918), la sœur du philosophe Henry Sidgwick, fondateur du Newnham College. Margaret Benson et sa sœur Mary Benson font leurs études secondaires à l'école de filles Truro Girls High School, une école fondée par leur père en 1879. En 1883, Margaret s'inscrit au collège pour femmes Lady Margaret Hall d'Oxford. Son intelligence est considérée remarquable.
Elle est la première femme à obtenir une concession afin de pouvoir effectuer des fouilles en Égypte. Avec l'archéologue écossaise Janet Gourlay, peut-être sa compagne, elle conduit des fouilles pendant trois saisons (1895-1897) dans le temple de la déesse Mout à Karnak.
Étant d'une santé fragile, elle n'est pas en mesure de continuer les fouilles après 1897. En 1907, elle souffre d'une grave dépression nerveuse. Elle meurt en 1916 à Wimbledon, à l'âge de 50 ans. après avoir vécu quelques années dans un prieuré, à Roehampton.

## Famille
Elle a cinq frères et sœurs, le romancier Edward Frederic Benson, Arthur Christopher Benson, l'auteur des paroles de la musique d'Edward Elgar, Land of Hope and Glory et le directeur du Magdalene College à Cambridge, Robert Hugh Benson, pasteur anglican converti au catholicisme et auteur de romans.

## Publications
- (en) Capital, Labour and Trade, and the Outlook : Plain Papers, Londres, Society for Promoting Christian Knowledge, 1891 (lire en ligne)
- (en) Subject to vanity, New York, Dodd, Mead & Cie, 1895 (lire en ligne)
- (en) Margaret Benson et Janet Gourlay, The temple of Mut in Asher; an account of the excavation of the temple and of the religious representations and objects found therein, as illustrating the history of Egypt and the main religious ideas of the Egyptians, Londres, John Murray, 1899 (lire en ligne)
- (en) The soul of a cat, and other stories, Londres, William Heinemann, 1901 (lire en ligne)
- (en) The venture of rational faith, Londres, Macmillan and Co. Ltd., 1908 (lire en ligne)
- (en) The court of the king : and other studies, Londres, T. Fisher Unwin, 1913 (lire en ligne)